# Краковская колбаса

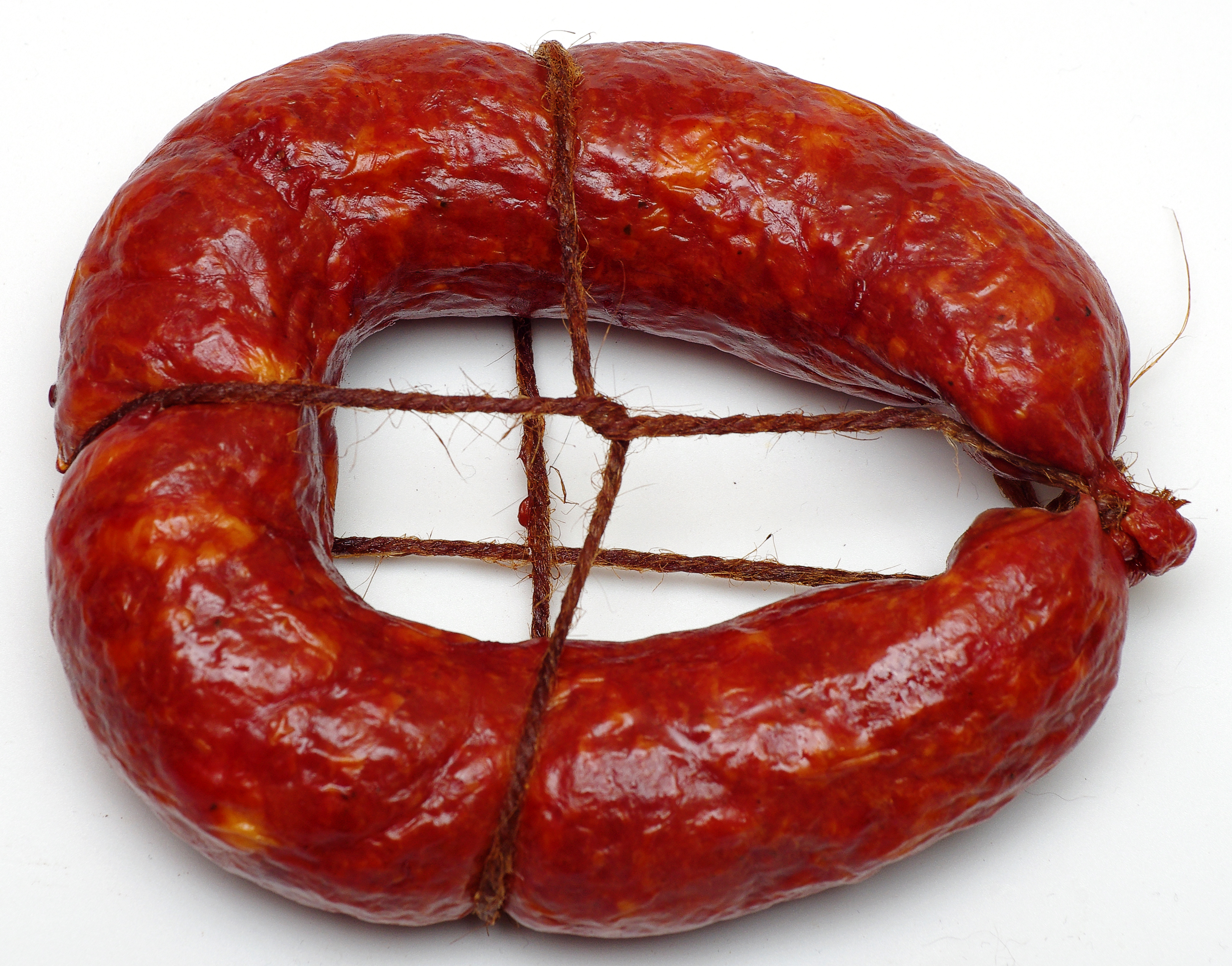
Краковская колбаса

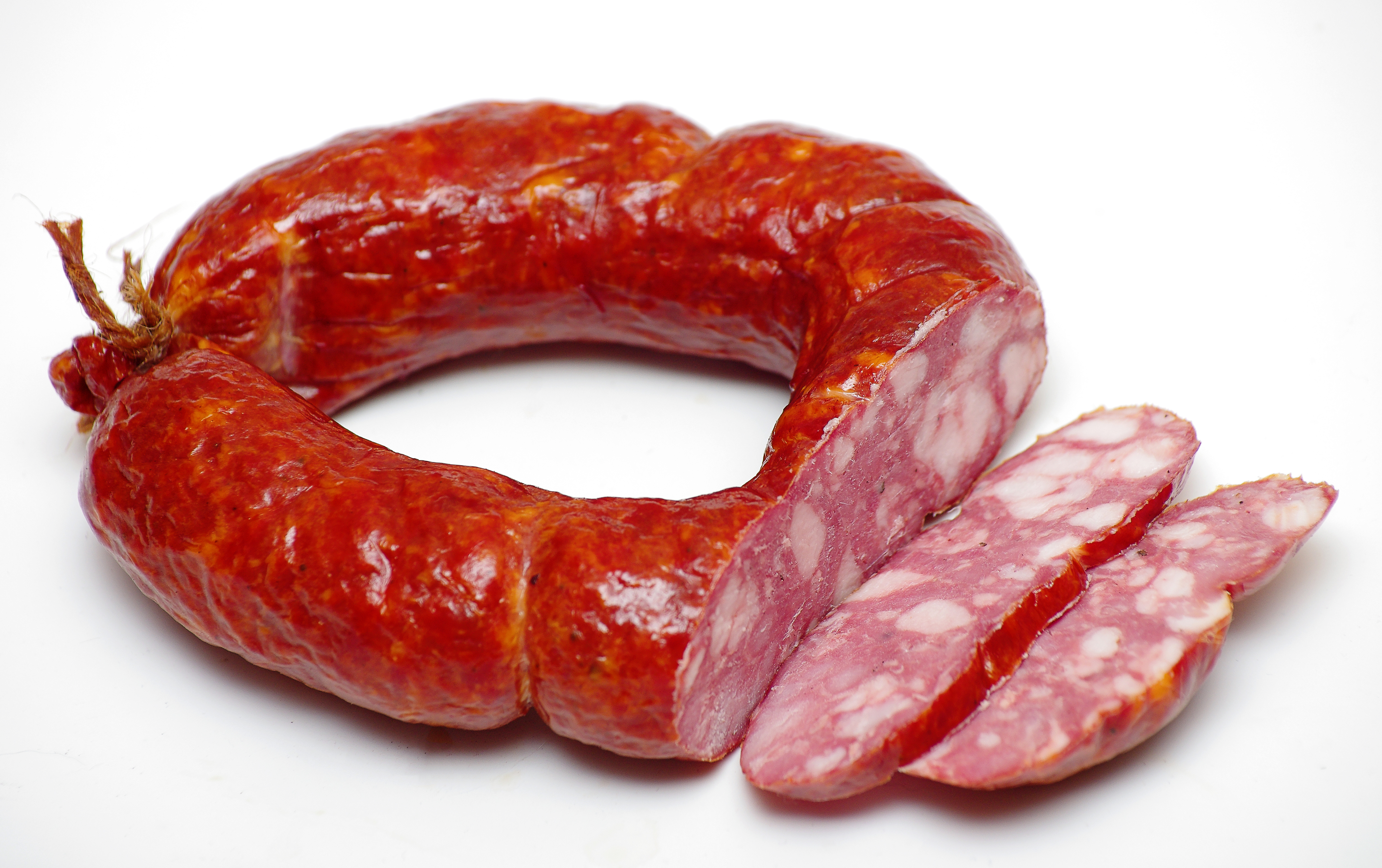
Краковская колбаса

Кра́ковская колбаса (пол. kiełbasa krakowska; нем. Krakauer) — разновидность варёно-копчёных колбас, известная в нескольких сортах в странах Центральной Европы, в первую очередь Польше, Германии, Австрии и России. Получила название по польскому городу Кракову.

## В Польше

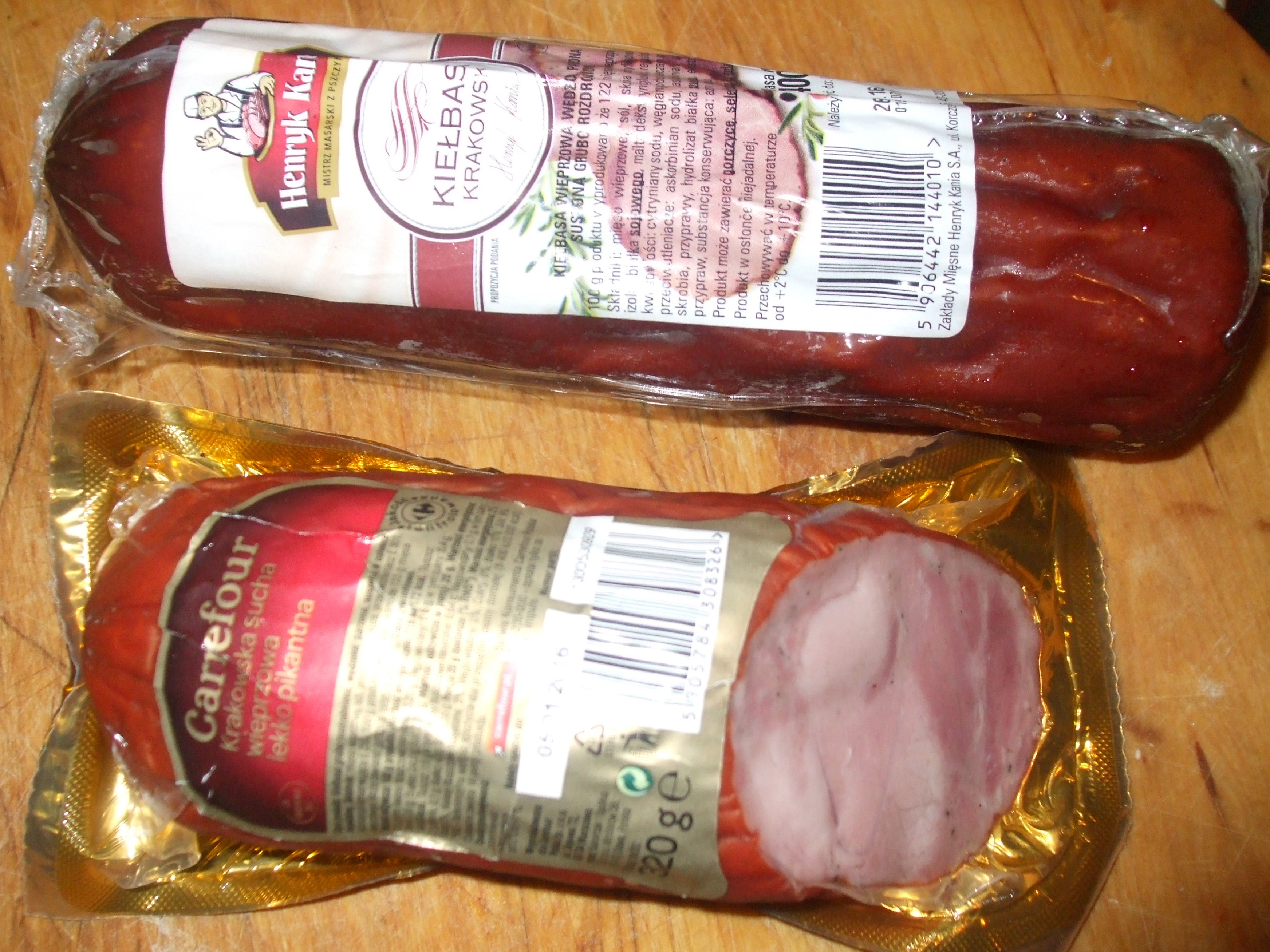
Колбасы краковская сухая и ветчинная польского производства

Традиционная свиная грубого помола колбаса, производящаяся с добавлением специй, соли и картофельного крахмала (в мясное содержание должно входить не менее 85 % ветчины). Выпускается как долгохранящаяся («сухая»), так и обычная разновидность, не предназначенная для длительного хранения. Известна как высококачественный мясной продукт в польской Галиции и Малой Польше по крайней мере с начала XIX столетия. Одним из наиболее искусных колбасников Кракова был мастер Винцент Саталецкий (умер в 1914 г.), унаследовавший кулинарные секреты от своего предка, колбасника Яноша из Кошиц (умер в 1829 г.). В центре Кракова, на улице Флорианская, находился «дом Саталецких», где вплоть до 1918 года были расположены первая фабрика по производству и магазин по продаже «краковской».

## В Германии и Австрии

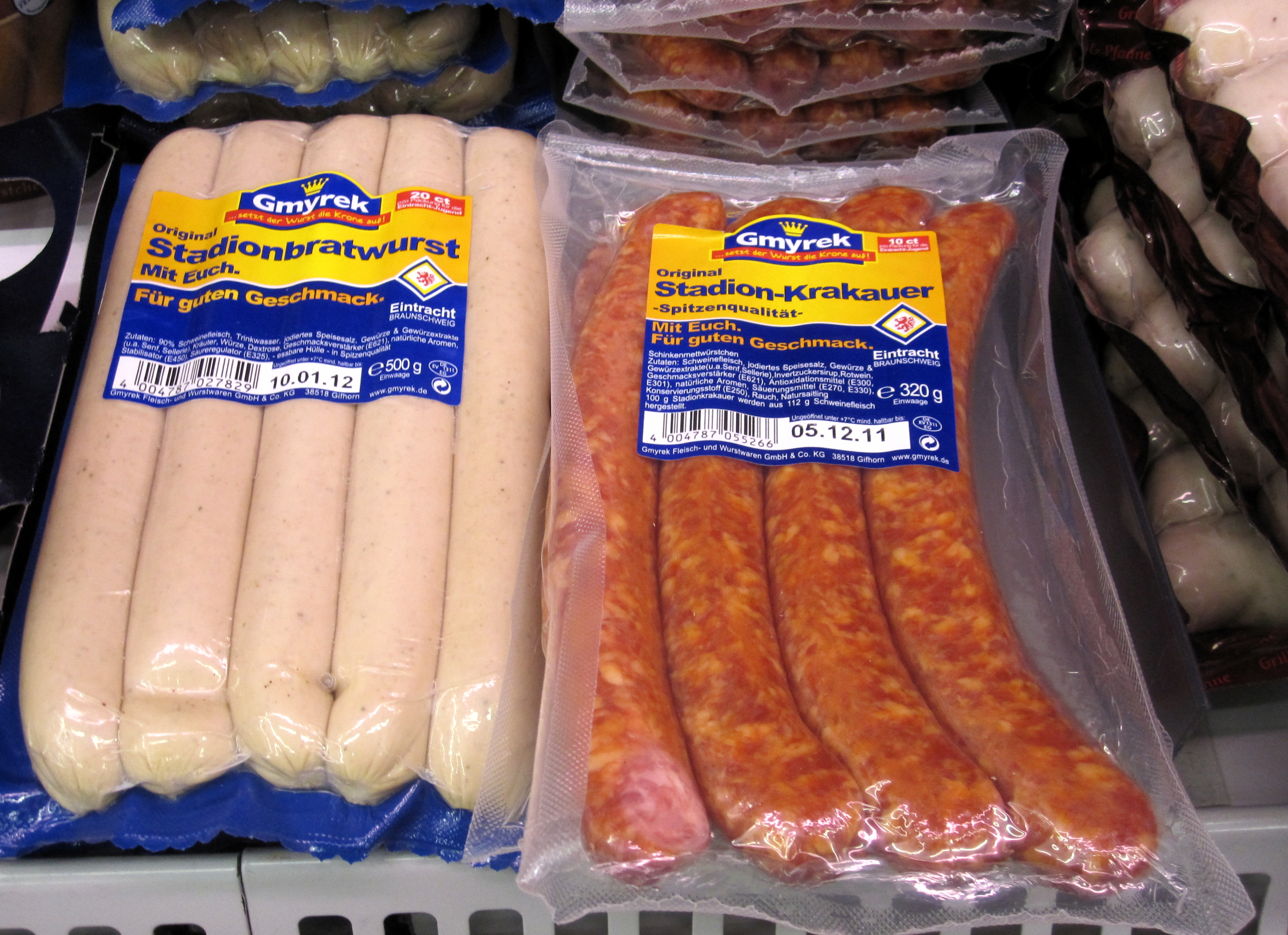
Колбаса краковская немецкого производства (справа)

В Германии и Австрии «кракауэр» готовится из равных частей говяжьего фарша и различных сортов свинины (прежде всего — свиная брюшина), грубо молотых (не менее 5 мм). Используемыми приправами являются соль, чёрный перец, тёртая паприка, мускат и чеснок. Готовая масса заправляется в кишку диаметром не менее 45 мм. Затем колбасы подвергаются в течение 1 часа горячему копчению и по окончании — варятся в течение 30 минут. После охлаждения продукт в течение 6 часов проходит холодное копчение. Как разновидность «кракауэра» — кавасси (Kawassy), в которой вместо свиного мяса добавляется свиное сало. В другом сорте этих колбас, «ветчинной краковской» (Schinkenkrakauer), в равных количествах (по 1/3 от общего количества мяса) для приготовления берутся обезжиренная, с удалёнными сухожилиями свинина, сало и говядина. В остальном процесс готовки продукта сходен. Краковские колбаски (Krakauer Würstchen) готовятся из той же пищевой массы, что и обычный «кракауэр», однако для них используется фарш более тонкого помола. Их вес не должен превышать 100 граммов, фарш формуют в натуральную оболочку диаметром не более 30 мм. Процесс приготовления занимает один час горячего копчения и затем ещё 20 минут варки. Краковская ветчинная (Krakauer Schinkenwurst) готовится из 80 % нежирной свинины и 20 % говядины. Свинину просаливают несколько часов, добавляют пряности, добавляют говядину и проводят грубый помол. Основными приправами являются соль, чёрный перец и горчичные зёрна. Продукт заправляют в среднюю кишку диаметром не менее 65 мм, затем подвергают горячему копчению и варят 2 часа.
В Австрии «кракауэром отличного качества» (Krakauer mit hervorhebender Bezeichnung) является колбаса из 85 % просоленной обезжиренной свинины и 15 % говядины, с добавлением картофельного крахмала. Собственно же «кракауэром» являются колбасы из 70 % просоленной свиной мякоти и 30 % говядины, с добавлением картофельного крахмала. Австрийское министерство сельского хозяйства внесло «кракауэр» в регистр традиционных продуктов питания Австрии (Register der Traditionellen Lebensmittel) под номером 205.

## В культуре
В повести М. А. Булгакова «Собачье сердце» профессор Преображенский кормит краковской колбасой пса Шарика.